# 卢尚之
卢尚之（463年—524年），字季儒，小字羨夏，范阳郡涿县（今河北省涿州市）人，北魏散骑常侍、太常卿、使持节、镇远将军、济州刺史、固安惠侯卢度世第四子，北魏官员，范阳卢氏北祖第四房始祖。

## 生平
卢尚之也以符合儒家思想的品格德行受到重视，太和年间，出任议郎，魏孝文帝元宏下诏以卢尚之担任赵郡王征东谘议参军以匡正辅佐元幹，李凭、唐茂和卢尚之直言规劝，元幹特别不接受意见，不久卢尚之为母亲守丧而辞去官职。卢尚之后历任太尉主簿、司徒属、范阳郡太守、章武国内史，兼任司徒右长史，加号冠军将军，转任司徒左长史，外任前将军、济州刺史，又征召为光禄大夫。正光五年（524年），卢尚之去世，虚岁六十二，朝廷赠予散骑常侍、安东将军、青州刺史，谥号敬。
卢尚之曾打算将长女嫁给崔休的长子崔㥄，崔休为自己弟弟崔夤的儿子崔长谦向卢尚之的次女求婚，崔休说：“家庭赖以维持的规则多由已婚妇女决定，我希望让一对姐妹分别作两个兄弟的妻子。”卢尚之为其情义而感动，就让两个女儿同日成婚。

## 家族

### 祖父母
- 卢玄，北魏散骑常侍、固安宣侯
- 李氏[10]

### 父母
- 卢度世，北魏散骑常侍、太常卿、使持节、镇远将军、济州刺史、固安惠侯
- 清河崔氏，北魏散骑常侍、大鸿胪卿、使持节、平东将军、青冀二州刺史、清河侯崔赜之女[11]

### 兄弟姐妹
- 卢渊，北魏秘书监、固安懿伯
- 卢敏，北魏议郎
- 卢昶，北魏散骑常侍、镇西将军、雍州刺史
- 卢氏，嫁北魏侍中、镇南将军、秦益二州刺史、东郡庄王陆定国[12][13]

### 子女
- 卢文甫，北魏司空参军
- 卢文翼，北魏右将军、太中大夫、范阳子
- 卢文符，北魏通直散骑侍郎
- 卢氏，长女，嫁北齐车骑大将军、东兖州刺史、武城县公崔㥄
- 卢氏，次女，嫁东魏司徒谘议、金紫光祿大夫、散骑常侍崔长谦
- 卢真心，嫁北魏大将军、尚书令、东平文贞王元略[14]